# Gertrud Höchsmann
Gertrud Höchsmann (* 30. September 1902 in Wien; † 15. Jänner 1990 in Lilienfeld) war eine Wiener Modeschöpferin.
Höchsmann absolvierte die Wiener Kunstgewerbeschule bei Josef Hoffmann und Oswald Haerdtl. 1927 bis 1967 führte sie einen Modesalon, 1959/60 wurde sie als Leiterin der Modeklasse der Akademie für angewandte Kunst Wien berufen und nahm diese Professur bis zu ihrer Emeritierung im Jahr 1972 wahr.
Höchsmann galt als Avantgardistin der Wiener Haute Couture. Bekannt war ihre Vorliebe für klare Linien und gedeckte Farben. Höchsmann erhielt den Preis der Stadt Wien für Bildende Kunst (Kategorie Angewandte Kunst) 1947.
Sie wurde am Wiener Zentralfriedhof bestattet.